# 前田大翔
前田 大翔（まえだ たいしょう、1995年9月16日 - ）は、日本のアイドル・アーティスト・俳優・タレント。元Candy Boyのメンバー。神奈川県出身。テレビ朝日ミュージックに所属していた。現在は、自称「両想い系セルフプロデュースアイドル」として活動。

## 人物
- 元Candy Boy (トータルエンターテインメント集団)のメンバー（2014年 2期生加入・番組出演）。Candy Boy（キャンディーボーイ）は、音楽番組『BREAK OUT』（テレビ朝日系列 ）内の朗読劇コーナー「Candy Boy」(2014年-)にレギュラー出演していた男性メンバーから誕生したボーイズグループである。テレビ朝日ミュージックに所属する若手男性俳優で構成されている。“フレンチ”をテーマにしたトータルエンターテインメント集団で、音楽番組出演と並行して2015年よりカフェやホテルを会場として「Candy Boy CAFE」や記念日をテーマにした「Candy Day」という芝居・オリジナル楽曲・ダンス・などのエンターテインメント公演やカフェやフレンチにまつわるセミナー講座を定期的に開催していた（初公演を行った2015年8月16日を結成日・周年日としている）。2024年7月7日に解散した。
- イメージカラーはブルーシエル。
- 身長174cm、体重52kg。
- 趣味は一人カラオケ。
- 特技はバドミントン／水マニア(どこのメーカーのミネラルウォーターか分かる) ／ 一人芝居 ／ エーペックスレジェンズ (マスター)
- 資格はチョコレートマイスター（日本安全食料料理協会）、ショコラティエ（日本インストラクター技術協会）、IAPA認定アロマ調香スタイリスト、（AEAJ)アロマテラピー検定１級、紅茶アナリスト（JAFA）、スイーツコンシェルジュベーシック、心理カウンセラーベーシック。
- 好きな動物はナマケモノ。特にミユビナマケモノを愛しており、自身のオフィシャルグッズのキャラクターにも採用している。
- 遊☆戯☆王デュエルモンスターズが好きで、中学生の頃、光デュアルデッキを使い、地元のショップ大会で優勝したことがある。
- 2024年、timeleszの新メンバー募集オーディション「timelesz project」に参加。
- 2025年1月25日️、1月26日、初のオンラインファンミーティング開催。
- 2025年3月20日️、初のソロファンミーティング「Taisho Maeda Fan meeting 〜Ever lasting love for you〜」開催。全3部ストリーミング配信。
- 2025年4月9日、4月16日、4月23日、MUSIC ON! TV（M-ON!/エムオン）にて初のオリジナル番組が放送。
- 2025年5月25日、初のショーケース「前田大翔 1st Show Case 〜Mutual Love Reception〜」開催。
- 2025年6月29日、愛知県の中日ホールにてショーケース「前田大翔 1st Show Case~Mutual Love Reception~ Prince Again」開催。

## ディスコグラフィー
| # | タイトル                              | 作詞                                  | 作曲                         | 編曲                         | キーボード                   | Rec&Mix                      | Produced by                  | 備考                                                                                                |
| - | ------------------------------------- | ------------------------------------- | ---------------------------- | ---------------------------- | ---------------------------- | ---------------------------- | ---------------------------- | --------------------------------------------------------------------------------------------------- |
| 1 | 君と唄うメロディ                      | 桜藤 潤                               | 山岸 竜之介                  | 山岸 竜之介                  | 中村 エイジ                  |                              |                              | 2025年3月20日のファンミーティングで披露。                                                           |
| 2 | 両想いEver Love                       | 山岸 竜之介、桜藤 潤                  | 山岸 竜之介                  | 山岸 竜之介                  | 中村 エイジ                  |                              |                              | 2025年3月20日のファンミーティングで披露。                                                           |
| 3 | Grand-Brand-New                       | RUCCA                                 | 齋藤 知輝(Academic BANANA)   | 藤代 佑太郎                  |                              | 清水 裕貴                    | 前田 大翔                    | 2025年5月25日のショーケースで披露。                                                                 |
| 4 | SHOW TIME ~You are the only Princess~ | 齋藤 知輝(Academic BANANA)、前田 大翔 | 齋藤 知輝(Academic BANANA)   | 藤代 佑太郎                  |                              | 清水 裕貴                    | 前田 大翔                    | 2025年5月25日のショーケースで披露。                                                                 |
| 5 | Don't leave my side                   | 製作者等の意図により非公開。          | 製作者等の意図により非公開。 | 製作者等の意図により非公開。 | 製作者等の意図により非公開。 | 製作者等の意図により非公開。 | 製作者等の意図により非公開。 | 2025年5月25日のショーケースで披露。2025年6月29日のトークイベントにてクレジットに関する質問に回答。  |
| 6 | Sweet moon                            |                                       |                              |                              |                              |                              |                              | 2025年6月29日のトークイベントで披露。 ※タイトルの正式名称(大文字小文字等)やクレジット詳細は未発表。 |

## 出演

### TV
- EX「Break Out」（2014年 - ） - Candy Boy
- AbemaTV「Abema Wave」（2016年4月11日 - ） - バーテンダー 役
- 『もしも、イケメンだけの高校があったら』（2022年1月-3月テレビ朝日系「土曜ナイトドラマ」)学園生徒　前田奏多役
- 『Road to IDOL -前田大翔-』（2025年4月9日、4月16日、4月23日、23:30-24:00（リピート放送：5月19日 22:30-24:00（全3話一挙放送）MUSIC ON! TV（M-ON!/エムオン））
- KFB福島放送『福島美少女図鑑のイマコレ』（2025年6月14日）アーティスト紹介
- 『Road to IDOL -前田大翔-＜特別編＞』(2025年8月28日 23:00～24:00、MUSIC ON! TV（M-ON!/エムオン）、ゲスト: 日野健太[1]氏）

### ラジオ
- 『Candy Boyのcafe de bonbon』（FM大阪[2]・FM AICHI 2019年4月7日[3] - 2022年12月25日[4]）
- 『Candy Boy 真夜中のティーパーティー』（bayfm 2024年1月-3月）
- FAIR NEXT INNOVATION presents『Dazzling Place』（福岡 FMラジオ局　LOVE FM 2024年3月-5月の４週目）
- 「サタデーミュージックカウントダウン」（KBCラジオ2 024年1月13日）今週のサタカン　パワープッシュとして『光のエトワール』楽曲紹介

### 舞台
- Candy Boy CAFE（原宿CAFE STUDIO） - 定期公演
- ミュージカル『さよならソルシエ』（2016年3月、六本木ブルーシアター）
- ミュージカル『さよならソルシエ』 再演（2017年3月、シアター1010）[5]
- 舞台『東京喰種』（2017年6月29日 - 7月4日、シアター1010/7月8日 - 9日、梅田芸術劇場シアター・ドラマシティ）[6]
- 『歴タメLive～歴史好きのエンターテイナー大集合～』第2弾（2017年7月27日 - 29日、YAMANO HALL） [7]
- 舞台『バグバスターズ3』（2017年11月29日～12月3日、俳優座劇場）- 星野銀河 役[8]
- ミュージカル『イケメン革命◆アリスと恋の魔法 Episode 黒のエース フェンリル＝ゴッドスピード』（2018年1月10日 - 1月14日、銀座　博品館劇場）- エドガー＝ブライト 役[9]
- 家庭教師ヒットマンREBORN! the STAGE -vs VARIA part I-（2019年6月14日 - 23日、シアター1010 / 6月27日 - 30日、柏原市民文化会館 リビエールホール） - バジル 役[10]
  - the STAGE -vs VARIA part II-（2020年1月6日 - 13日、天王洲 銀河劇場 / 1月17日 - 19日、梅田芸術劇場 シアター・ドラマシティ）

### CM
- 丸美屋　釜めしの素　Candy Boy　WEB限定CM   「釜めしカフェ」篇 (2018年10月-)    「フェアリー・クッキング」篇 (2018年10月-)   「ようこそ！釜めしワールドへ！」篇(2018年10月-)

### ミュージックビデオ
- まつむらかなう『友達以上恋人未満』(2022年）高校生役

### 映画
- 『100万円の選択』（2026年度公開予定）- 鷹橋豊樹役

### 書籍
- 『別冊BOYS FILE MONOTONE CLASSY BOYS』（2019年3月1日、ロックスエンタテイメント）
- 『月間スカパー！2025年5月号」（2025年4月24日、ぴあ）

### その他
- KEM(衣料品ブランド）アパレルモデル （2021年)
- 六本木ヒルズアリーナ テレビ朝日ビジョン　オリジナル楽曲のパフォーマンス映像が放映（2025年6月11日〜2週間以上）

## ライブ・イベント（2025年以降)

### ワンマンライブ・イベント
| 2025年   | 2025年                                                      | 2025年                     | 2025年                         |
| 開催期日 | タイトル                                                    | 場所                       | 備考                           |
| -------- | ----------------------------------------------------------- | -------------------------- | ------------------------------ |
| 1月25日  | 前田大翔オンラインファンミーティング                        | ー                         | シークレットゲスト: 山本大智氏 |
| 1月26日  | 前田大翔オンラインファンミーティング                        | ー                         | シークレットゲスト: 山本大智氏 |
| 3月20日  | Taisho Maeda Fan meeting ~Ever lasting love for you~        | シダックスカルチャーホール | 生配信・アーカイブ配信あり     |
| 5月25日  | 前田大翔 1st Show Case ~Mutual Love Reception~              | よみうり大手町ホール       | 生配信・アーカイブ配信あり     |
| 6月29日  | 前田大翔 1st Show Case ~Mutual Love Reception~ Prince Again | 愛知県・中日ホール         | アーカイブ配信あり             |
| 6月29日  | トークイベント『Prince Again & Again』                      | 愛知県・中日ホール         | アーカイブ配信あり             |
| 7月6日   | 前田大翔 1st Show Case ~Mutual Love Reception~ Prince Again | 大阪府・ナレッジシアター   | アーカイブ配信あり             |
| 7月6日   | トークイベント『Prince Again & Again』                      | 大阪府・ナレッジシアター   | アーカイブ配信あり             |
| 9月15日  | 前田大翔 Prince Release Party!!～30th Anniv.～              | 恵比寿・The Garden Hall    |                                |

### 対バンライブ・イベント
| 2025年   | 2025年                                                 | 2025年                               | 2025年                          |
| 開催期日 | タイトル                                               | 場所                                 | 備考                            |
| -------- | ------------------------------------------------------ | ------------------------------------ | ------------------------------- |
| 9月1日   | シンセレSUMMER FESTIVAL2025                            | KT Zepp Yokohama                     |                                 |
| 9月20日  | ノジマＴリーグ 2025-2026 シーズン                      | 北海道・よつ葉アリーナ十勝（帯広市） | 会場MC ライブパフォーマンス披露 |
| 9月21日  | ノジマＴリーグ 2025-2026 シーズン                      | 北海道・よつ葉アリーナ十勝（帯広市） | 会場MC ライブパフォーマンス披露 |
| 9月23日  | MUSIC & FASHION GALAXY STARRZ TOKYO 2025               | 日本工学院アリーナ（東京都大田区）   |                                 |
| 9月27日  | NEW ADVENTURE Supported by New Stream Music TV・Part 2 | 名古屋DIAMOND HALL                   |                                 |